# 黎東方
黎東方（1907年—1998年12月30日），原名智廉，法文名Orient Lee，中国历史学者。

## 生平
1907年出生於江蘇省揚州府東台縣（今鹽城市東台市），祖籍河南汝寧府正阳县皮店。 父黎淦，清朝舉人，仕于江南。早年接受私塾教育。1926年报考清华大學历史系時，因为程序上的失误来不及报考一年級，硬着头皮從二年級開始；在「历史研究法」的入门上，由梁启超指导。 三年级上学期的时候去了法国巴黎大学，專修法國大革命史於名教授馬第埃（Albert Mathiez）教授之門，1931年獲巴黎大學文學博士學位，論文為《一七九一年至共和三年比利时与列日的革命家的委员会与俱乐部》(Les Comités et les clubs des patriotes belges et liégeois, 1791-an III)，並得付以[最榮譽記名](為該校20世紀第一人)。1931年8月回國，在北京大學、清华大学主講歷史、哲學，1937年至开封，任中国东北大学教授。抗战时于四川西南联大任教，1944年9月24日在重慶中一路黃家埡口實驗劇場，靠山壁防空洞内賣票“品三國”，每張門票40元法幣（約2美元），盛況空前，被稱為“現代東方講史第一人”。抗日胜利后，应赛珍珠之邀赴美。1948年归国任贵州大学历史学系主任。1949年后来台北，在台大淡大文化教近代史，1954年与林语堂在新加坡共创南洋大学。自中國文化大學教席退休後，定居在加州聖地牙哥，專注寫作，出版《細說明朝》、《細說清朝》以及《細說民國》》、《細說抗戰》等書。是现代讲史第一人。
1998年12月30日病逝於美國。

## 著作
- 《細說明朝》、《細說清朝》以及《細說民國》等書。
- 《蔣公介石序傳》
- 黎东方. . 上海人民出版社. 2019年. ISBN 9787208042025 （中文（简体））.